# Francis Egerton (1er comte d'Ellesmere)
Francis Egerton 1er comte d'Ellesmere (1er janvier 1800 - 18 février 1857) est un homme politique britannique, écrivain, voyageur et mécène des arts. L'île d'Ellesmere, l'une des principales îles du Nunavut (l'Arctique canadien), porte son nom.

## Biographie
Il est né le 1er janvier 1800 au 21 Arlington Street, Piccadilly, Londres. Troisième fils de George Leveson-Gower (1er duc de Sutherland) (alors connu sous le nom de Lord Gower) et de son épouse, Elizabeth Gordon, elle-même 19e comtesse de Sutherland. Il fait ses études au Collège d'Eton et à Christ Church, Oxford, puis obtient une commission auprès des Life Guards, qu'il quitte le jour de son mariage. En octobre 1803, son père devient marquis de Stafford, ayant peu de temps auparavant hérité des biens considérables (mais pas des titres) de Francis Egerton (3e duc de Bridgewater), dont le testament prévoit que la succession devrait ensuite passer à Francis, plutôt que son frère aîné George.

## Carrière politique
Il entre au Parlement en 1822 en tant que député de l'arrondissement de Bletchingley dans le Surrey poste qu'il occupe jusqu'en 1826. Il siège ensuite pour Sutherland entre 1826 et 1831 et à South Lancashire entre 1835 et 1846.
En politique, il est un conservateur qui - comme il l'a dit plus tard - a «adoré» Wellington. Sur des politiques spécifiques, ses vues le conduisent généralement à appuyer Robert Peel ; l'exception la plus évidente étant son soutien au Factory Act. En 1823, il est un membre junior de la mission de FitzRoy Somerset envoyée par Wellington à Madrid. Sur les questions religieuses de l'époque, il déclare que l'État et ses institutions doivent rester anglicans, mais que, à condition que cela soit fait, les autres sectes devraient être traitées aussi bien que possible. Il s'oppose à l'ouverture des anciennes universités aux dissidents, affirmant qu'ils pourraient bénéficier d'une éducation de qualité équivalente ailleurs; par exemple à l'Université de Londres, dont il soutient la formation. Nommé Lords du Trésor en 1827, il est promu sous-secrétaire d'État à la Guerre et aux Colonies en février 1828 à la demande de William Huskisson, après avoir d'abord vaincu l'opposition de son père. Lorsque Huskisson démissionne en mai 1828, le père d'Egerton insiste pour qu'il démissionne. Il revient au gouvernement en juin 1828, en étant nommé conseiller privé et Secrétaire en chef pour l'Irlande  poste qu'il occupe jusqu'en juillet 1830, date à laquelle il devient secrétaire à la guerre pour une courte période, lors du dernier ministère conservateur.
À la mort de son père, les domaines qu'il a hérité de Francis Egerton (3e duc de Bridgewater) passent à Francis, qui prend ensuite, sous licence royale, le nom de famille d'Egerton. Les domaines de Bridgewater sont détenus en fiducie et rapportent un revenu annuel de 90 000 £ mais la fiducie a été établie pour exclure Egerton de sa gestion quotidienne. Les principaux actifs sont le canal de Bridgewater et les houillères de Worsley, qui servent également de siège pour le canal.
Dans une lettre de 1837, Egerton explique que les diverses entreprises de Worsley lui confèrent une influence sur les destins immédiats de trois à quatre mille personnes. En 1837, les mines de charbon de Worsley emploieraient 1 700 personnes.
Le domaine de Bridgewater est important dans le sud du Lancashire; ses propriétés foncières et ses métayers associés en ont également fait une puissance majeure lors des élections législatives dans le sud du Lancashire et la succession de son père, un Whig, modifie l'arithmétique politique de la circonscription. Lors des élections générales de 1835, lui et un autre candidat conservateur battent les deux députés siégeant en faveur du Parti réformiste; Egerton étant en tête du scrutin. En 1841, son discours électoral affirme qu'il est guidé par les intérêts de l'industrie manufacturière plutôt que par ceux de l'agriculture. Il est réélu sans opposition.
Il est major commandant le Yeomanry du duc de Lancaster, appelés à soutenir le pouvoir civil lors des émeutes de Plug Plot de 1842; Egerton et une troupe de vétérans servent à Preston à la suite des émeutes et des tirs mortels qui s'y sont déroulés. Il est ensuite intervenu dans un débat à la Chambre des communes pour défendre le comportement des magistrats et des militaires de Preston.
En juin 1844, le fils aîné d'Egerton, George, arrive à l'âge adulte. Une rumeur court aussitôt que Egerton allait bientôt devenir le duc de Bridgewater, George se substituant alors au South Lancashire. Cependant, Egerton n’est pas le descendant le plus proche du dernier duc et il est donc peu probable que ce titre lui revienne. Plus tard dans l’année, le registre électoral est révisé. En conséquence, la Ligue contre les corn lawx, qui a coordonné une campagne d’enregistrement des électeurs en faveur de l’abrogation des lois sur le maïs, est convaincue qu’elle a obtenu la majorité pour le «libre-échange» dans le sud du Lancashire et que Egerton ne serait pas réélu.
Peel, qui décide d'abroger les Corn Law contre la politique antérieure des conservateurs (et contre la volonté de nombreux députés conservateurs), choisit Egerton pour proposer la loyale adresse en janvier 1846. Ce faisant, Egerton admet que son point de vue a changé et qu'il soutient le libre-échange.
Dans les honneurs de sa démission de Peel (juin 1846), Egerton est la seule personne élevée à la pairie. Il devient comte d'Ellesmere et baron Brackley (une renaissance de titres précédemment détenus en tant que titres subsidiaires par les comtes de Bridgewater).
Ellesmere siège au Comité spécial des communes pour les affaires de la Nouvelle-Zélande en 1844 et est membre de la Canterbury Association le 27 mars 1848. En 1849, l'arpenteur en chef de la Canterbury Association, Joseph Thomas, donne son nom au lac Ellesmere, en Nouvelle-Zélande,,.

## Écrits, voyages et mécénat
Avant d'avoir vingt ans, il imprime pour la circulation privée un recueil de poèmes qu'il suivit peu de temps après par la publication d'une traduction du Faust de Goethe, l'une des plus anciennes en Angleterre puis un autre volume contenant quelques traductions de poèmes allemands et quelques poèmes originaux. La traduction par Egerton de Faust (qui précède la publication de Faust (deuxième partie) par Goethe) est critiquée par un traducteur ultérieur pour avoir trahi l'original et avoir sacrifié le sens et le jugement artistique de Goethe.
Egerton traduit également le roman de Wallenstein, Hernani, et Catherine de Clèves (tiré de Henri III et sa cour, Alexandre Dumas): bien qu'ils aient été publiés, ils ont été conçus à l'origine pour être utilisés dans le théâtre privé d'Egerton. En 1831, Egerton monte dans un théâtre privé de Bridgewater House (sa maison de ville) une production de son Hernani dans laquelle Fanny Kemble et lui apparaissent tous les deux. La reine Adélaïde et «la plupart des membres de la famille royale» étaient présents. Egerton occupe la présidence du dîner d'adieu offert par le Garrick Club à Charles Kemble lorsque ce dernier se retire de la scène.
A cause d'une attaque persistante de goutte et de lumbago, il passe l'hiver 1839 à Rome pour sa santé (et celle de son fils aîné). Au printemps et en été de 1840, il se rend en Terre sainte, en Égypte et la Grèce et enregistre ensuite ses impressions dans Sketches on the Coast of the Mediterranean (1843). Il publie plusieurs autres ouvrages en prose et en vers, dont une traduction de l’Histoire de Raumer des XVIe et XVIIe siècles, illustrée par des documents originaux.  : une revue du magazine Fraser est favorable à cette idée et à celle de l'œuvre d'Egerton à ce jour. Quand, en 1838, il devient recteur du King's College, à Aberdeen, le discours officiel de bienvenue affirme que, même en ignorant son illustre naissance, sa réputation littéraire lui donnerait quand même une bonne prétention. Cependant, Egerton retire finalement ses œuvres littéraires et interdit leur réimpression. Il est le premier président de la Camden Society.
Admirateur du duc de Wellington, il s'intéresse beaucoup aux écrits historiques du théoricien militaire prussien, le général Carl von Clausewitz (1789-1831). Il est impliqué dans la discussion qui contraint finalement Wellington à écrire un essai en réponse à l'étude de Clausewitz sur la campagne de Waterloo de 1815. Ellesmere publie lui-même anonymement une traduction de La Campagne de 1812 de Clausewitz en Russie (Londres: J. Murray, 1843) .
Lord Ellesmere est un mécène généreux, et pourtant discriminant des artistes. Il complète la collection de tableaux qu'il a hérité de son grand-oncle, le 3e duc de Bridgewater, et il construit une galerie accessible au public. Lord Ellesmere est président de la Royal Geographical Society et président de la Royal Asiatic Society (1849–1852). Il est également administrateur de la National Gallery. Il initie la collection de la National Portrait Gallery en faisant don du portrait Chandos de Shakespeare.

## Famille
Le 18 juin 1822, à St George's, Hanover Square, il épouse Harriet Catherine Greville, arrière-arrière-petite-fille du 5e baron Brooke. L'archevêque de York officie et le duc de Wellington (dont le secrétaire particulier est un frère de la mariée) est l'un des témoins.
Ils ont onze enfants, dont :
- George Egerton (2e comte d'Ellesmere) (15 juin 1823 - 19 septembre 1862).
- Francis Egerton (amiral) (15 septembre 1824 - 15 décembre 1895), devenu amiral et député de deux circonscriptions. Il épouse en 1865 Louisa Caroline Cavendish, fille du septième duc de Devonshire.
- Algernon Egerton (31 décembre 1825 - 14 juillet 1891), député de trois circonscriptions et marié en 1863 à Alice Louisa Cavendish, une nièce du 7e duc de Devonshire.
- Arthur Frederick Egerton (6 février 1829 - 25 février 1866), devenu lieutenant-colonel et marié en 1858 à Helen Smith, fille de Martin Tucker Smith et de son épouse, Louisa Ridley.
- Alice Harriet Frederica Egerton (10 octobre 1830 - 22 décembre 1928), qui épouse George Byng (3e comte de Strafford) en 1854.
- Blanche Egerton (22 février 1832 - 20 mars 1894), qui épouse John Montagu (7e comte de Sandwich) en 1865, comme deuxième épouse.
- Granville Egerton (baptisé le 28 octobre 1834 - 1851), tué par l'explosion de son arme lors d'un tir en Californie - à l'époque, il est aspirant au HMS Maeander revenant de la station East India via la Californie pour chercher un trésor. Il meurt célibataire, sans descendance.

En 1846, il est élevé dans la pairie sous le titre de comte d'Ellesmere, dans le Shorpshire, avec le titre subsidiaire de vicomte Brackley, dans comté de Northampton. Le vicomte Ellesmere et le baron Brackley sont des titres subsidiaires des comtes de Bridgewater jusqu'à l'extinction de ce titre en 1829.
En ville, la famille vit à Bridgewater House, à St. James Park ; leur comté de résidence est Oatlands, loué par Egerton jusqu'en 1843 ; Worsley (à partir de 1837), où Egerton remplace plus tard le manoir existant au prix de 100 000 £. Après avoir quitté Oatlands, leur siège dans le Surrey devient Hatchford Park, Cobham, où Lady Ellesmere aménage les jardins. Sa mère, Lady Charlotte Greville (née Cavendish-Bentinck) est décédée à Hatchford Park le 28 juillet 1862, à l'âge de 86 ans.
Francis meurt le 18 février 1857 à Bridgwater House, St. James Park ; et est remplacé par son fils, George. En 1963, lors de l’extinction de la branche aînée des ducs de Sutherland, son arrière-arrière-petit-fils, le cinquième comte, succède au 6e duc de Sutherland.